# Eustema sericea
Eustema sericea är en fjärilsart som beskrevs av William Schaus 1910. Eustema sericea ingår i släktet Eustema och familjen tandspinnare. Inga underarter finns listade i Catalogue of Life.